# Жермена Муньє
Жермена Муньє (фр. Germaine Mounier; 7 лютого 1920, Нейї-сюр-Сен — 27 червня 2006, Париж) — французька піаністка та музична педагогиня.

## Біографія
Навчалася в Парижі у Іва Ната, Магди Тальяферро та Армана Ферте. Широко концертувала, особливо з творами Шопена та Дебюссі і з широким репертуаром творів для двох фортепіано (у складі дуету з Елен Боші). Проте вже на початку 1950-х років Муньє віддала перевагу концертній діяльності педагогічну, спершу ассистуючи Івонні Лефебюр та Івонні Лоріо, а потім і ведучи власний клас.

## Педагогічна діяльність
Серед учнів Муньє були, зокрема, Катрін Коллар, Франсуаза Тіна, Ерік Бершо та інші.
У 1991 році з майстер-класів Муньє в Софійській консерваторії виріс міжнародний конкурс піаністів імені Альбера Русселя, що проходить в Софії.